# La Romana (Provinz)
La Romana ist eine Provinz im Osten der Dominikanischen Republik. Sie entstand 1968 durch die Abtrennung von der Provinz La Altagracia.

## Wichtige Städte und Ortschaften
- Guaymate
- La Romana
- La Caleta
- Villa Hermosa
- Cumayasa